# Alboka

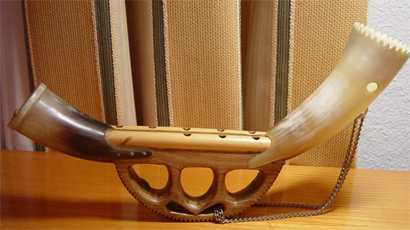
Alboka

Die Alboka (Plural baskisch albokak, Plural spanisch albokas) ist ein baskisches Einfachrohrblattinstrument mit zwei Schallrohren, die in einen gemeinsamen Schalltrichter aus Horn münden. Sie gehört zu den Hornpfeifen, die in Spanien Albogue heißen. Die beiden Rohrblätter werden von einer Windkapsel aus Horn aufgenommen und gemeinsam angeblasen. Das linke Rohr hat fünf, das rechte drei Grifflöcher. Die nebeneinander liegenden Löcher werden jeweils von einem Finger übergreifend abgedeckt. Durch die ungleiche Zahl der Löcher entstehen zweistimmige Effekte (Quinten). Die Alboka wird in Zirkularatmung gespielt und nicht überblasen.

## Herkunft und Verbreitung

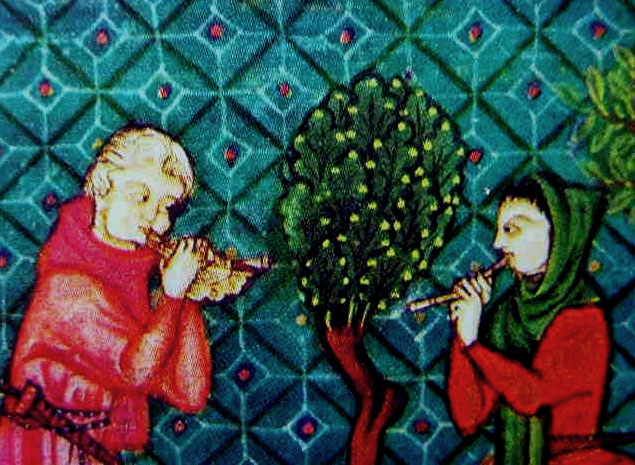
Links: Alboka mit halbrunder Halterung; rechts: einfache Albogue(?) aus den Cantigas de Santa Maria

Der früheste Beleg der Bezeichnung Alboka stammt aus dem Libro de Alexandre (13. Jahrhundert). Er leitet sich von arabisch al-bûq (البوق) „Trompete“ oder „Signalhorn“ her. Auf arabischen Einfluss gehen auch die verschiedenen Albogues mit einfachem Schallrohr zurück, die bis in die Gegenwart in anderen Gegenden der iberischen Halbinsel und nördlich der Pyrenäen verbreitet sind.
Der Alboka typologisch nahe verwandt ist auch die in Nordafrika verbreitete مقرونة maqrūna oder magrūna, auch زمر zam(a)r genannt. Sie hat ebenfalls zwei Schallrohre und einen oder zwei Trichter, jedoch eine gleiche Anzahl an Grifflöchern und keine Windkapsel (vgl. Midschwiz). Eine Windkapsel aus Horn haben die Gaita serrana In Zentralspanien und das Pibgorn in Wales. Ein Stock and Horn genanntes schottisches Instrument aus dem 18. Jahrhundert hatte eine Windkapsel aus Holz, ein Holzkorpus mit Doppelbohrung und einen Horntrichter.
In den Cantigas de Santa Maria (um 1300 n. Chr.) ist ein gedoppeltes Instrument mit Windkapsel und Horntrichter abgebildet, dessen Teile auf einer bogenförmigen Halterung befestigt sind. Bei einem zweiten Instrument mit vermutlich einfachem Rohr sind nähere Einzelheiten nicht zu erkennen. Archäologisch erhaltene Instrumente stammen aus Lund (undatiert) und Falster (2. Hälfte 11. Jahrhundert), sie ähneln stark dem Pibgorn.